# IL-2 Sturmovik: Birds of Prey
IL-2 Sturmovik: Birds of Prey, o Wings of Prey en su versión para Windows, es un videojuego de simulación de combate aéreo de tipo arcade para consolas. Al igual que las anteriores entregas de la serie IL-2 Sturmovik, el juego le presenta al jugador la posibilidad de pilotar aviones de combate de la Segunda Guerra Mundial, aunque poniendo menos énfasis en el realismo de la simulación que los otros juegos de la serie. Birds of Prey incluye campañas de juego en solitario en las que el jugador puede pilotar aviones aliados contra aviones del Eje, y también un modo multijugador en el que se puede seleccionar cualquiera de los dos bandos. Una demo del juego fue lanzada en las comunidades PlayStation Network y Xbox Live el 29 de julio de 2009.
Birds of Prey está basado en el combate aéreo a gran escala y en las operaciones militares terrestres de la Segunda Guerra Mundial. Los jugadores pueden participar en algunas de las batallas más famosas de la guerra pilotando cazas, aviones de ataque y bombarderos pesados en una serie de misiones. En el juego hay seis teatros de operaciones en los que el jugador puede participar, las seis principales batallas aéreas de la Segunda Guerra Mundial en Europa: las batallas de Inglaterra, de Stalingrado, de Berlín, de Sicilia, de Korsun y de las Ardenas.
Durante su desarrollo, Birds of Prey fue completado con un nuevo motor de efectos de daño. Este permite que los jugadores puedan ver en tiempo real los daños de la aeronave que pilotan, como por ejemplo los impactos de proyectiles en las alas y los escapes de combustible tras la perforación de un depósito. IL-2 Sturmovik: Birds of Prey es capaz de representar cientos de aviones participando simultáneamente en una batalla aérea. El motor ambiental también produce paisajes muy detallados y realistas que permiten a los jugadores ver fácilmente las acciones militares terrestres.
El juego fue desarrollado por Gaijin Entertainment basándose bajo licencia en el motor de juego de IL-2 Sturmovik: 1946. Posteriormente Gaijin Entertainment desarrolló Birds of Steel, también exclusivamente para consolas. Birds of Steel comparte muchas características con Birds of Prey (incluyendo los datos HUD, la modelización 3D de los aviones, los mandos de control y el diseño de los menús) pero se diferencia de Birds of Prey por concentrarse principalmente en las batallas aéreas americano-japonesas de la Guerra del Pacífico (1937-1945).

## Crítica
En el momento del lanzamiento al mercado, las versiones para consolas domésticas y Windows tuvieron una recepción positiva, mientras que la versión para consolas portátiles recibió una recepción que va de la crítica moderada a la crítica negativa. GameRankings y Metacritic le dieron a IL-2 Sturmovik: Birds of Prey un 80,71% y 80 de 100 para la versión de Xbox 360; 79,82% y 81 de 100 para la versión de PlayStation 3; 79,55% y 78 de 100 para la versión de Windows; 60% y 63 de 100 para la versión de PSP; y 42,25% y 41 de 100 para la versión de DS.